# La Turbie
Pour les articles homonymes, voir La Turbie (homonymie).
La Turbie (occitan : A Turbia) est une commune française du département des Alpes-Maritimes, en région Provence-Alpes-Côte d'Azur. 
Elle est connue pour le Trophée d'Auguste, une ruine datant de la Rome antique.
Ses habitants sont appelés les Turbiasques.

## Toponymie
Eugène Cais de Pierlas propose une étymologie Tropea Augusti (latin classique) > Torpea (latin populaire ancien) > Torbea (latin populaire tardif) > Torbia (ligure et ancien occitan). 
Le nom local en turbiasque (nom donné par les habitants au parler occitan vivaro-alpin de La Turbie) est A Torbia ou A Turbia. A est l'article défini local pour « la » (interférence avec le ligure). L'italien et le français ont adadpté ces formes respectivement en La Turbia et La Turbie.

## Histoire

### Le Trophée des Alpes

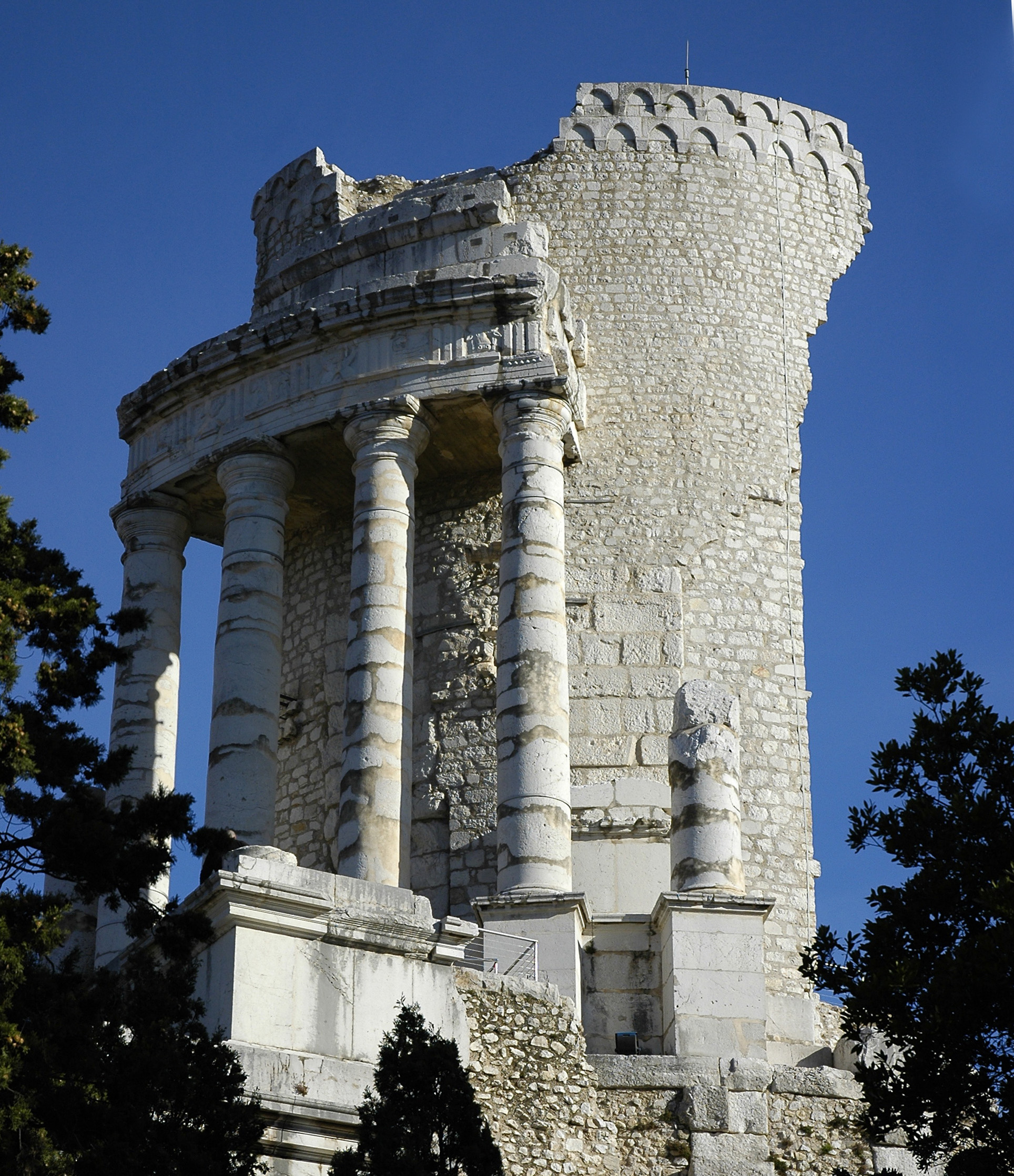
Le Trophée des Alpes.

Les Alpes sont pacifiées à la fin du Ier siècle av. J.-C. L'empereur Auguste impose l'autorité romaine aux peuples alpestres entre 25 et 13 av. J.-C.. Le trophée de La Turbie ou « Trophée des Alpes » est élevé en 6 av. J.-C., en l'honneur d'Auguste, pacificateur des Alpes. Il marque la frontière entre l'Italie et la Gaule. La province des Alpes-Maritimes est créée en 7 av. J.-C.. C'est une province militaire, placée directement sous la dépendance de l'empereur. La ville de Cemenelum (Cimiez), fondée en 13 av. J.-C., en devient la capitale.
La province est traversée par la via Julia Augusta, une voie romaine qui relie la Gaule cisalpine à la Gaule transalpine et qui joue un rôle militaire et commercial important. Cette voie passe par Vence, Cemenelum, La Turbie et Vintimille.

### Le Moyen Âge
En 1191, l’Empereur romain germanique Henri VI a concédé la souveraineté de quelques ares du quartier de la Condamine et le rocher qui appartenaient à la seigneurie de La Turbie à Gênes : le futur Monaco. Le 10 juin 1215, un détachement de Gibelins mené par Foulques de Castello a commencé la construction d’une forteresse sur le rocher de Monaco. Cette date marque le début de l’histoire moderne de la principauté de Monaco.
Daniel Marquesani fut un familier du roi Robert ; il connut une ascension rapide puisque de simple notaire immigré à Nice à la fin du XIIIe siècle, il devint coseigneur de La Turbie (1329-1331) puis seigneur de Coaraze et Castellan à vie de Villefranche. Raymond Marquesani succéda à son père comme castellan de Villefranche et son frère, Louis, hérita de la seigneurie de Coaraze. Le 14 septembre 1346, il acheta tout ce que le damoiseau Boniface Chabaudi, seigneur de Roquebrune possédait dans les territoires de Roquebrune, Palayson et Villepey. Au XIIe siècle, le territoire de La Turbie dépend du consulat de Peille et fut détenue au XIIIe siècle pour moitié par Rostang et Féraud d'Eze, et pour l'autre moitié, par les Laugier qui cédèrent leur part en 1329 aux Marquesan. La seigneurie fut inféodée en 1630 à Horace Bonfiglio, général des finances, en 1640 à Jeacquemin Marenco, évêque de Nice, puis 1652 à la famille Blancardi.
La commune de La Turbie qui était constituée autrefois également des actuelles communes de Beausoleil et de Cap-d'Ail a été démembrée au début du XXe siècle. Seul l'ancien chef-lieu regroupé autour du Trophée des Alpes forme l'actuelle commune.

## Géographie

### Localisation
La Turbie se plaçait au point culminant de la Via Julia Augusta, qui longeait les côtes de la Ligurie et celles de la Côte d'Azur.
La commune est frontalière de la principauté de Monaco.
| La Trinité | Peille    | Peille     |
| Èze        | La Turbie | Beausoleil |
| Èze        | Cap-d'Ail | Monaco     |

### Géologie et relief
La commune se compose de 336,08 hectares de territoires artificialisés (45,54 %), et 402,11 hectares de forêts et milieux semi-naturels (54,4 %).
Espaces naturels :
- Un espace protégé hors Natura 2000 :

Falaises De La Riviera.
- Un espace protégé Natura 2000 :

Corniches de la Rivièra.
- Quatre zones naturelles d'intérêt écologique, faunistique et floristique (Znieff) :

Adrets de Fontbonne et du Mont Gros,
Mont Agel,
Tête de chien,
Grande corniche et plateau de la justice.
- Inventaire national du Patrimoine géologique :

Front des nappes briançonnaises à Réotier,
Les structures compressives oligo-miocène du Parc de la Grande Corniche.
- Sites bioarchéologiques :

Trophée d'Auguste,
Amendola (l').

La commune est située à 450 m, juste au-dessus de Monaco, sur le promontoire de la Tête de Chien. La vue depuis la Tête de Chien s'étend de la côte italienne de Bordighera jusqu'à l'Esterel.
Le parc naturel de La Grande Corniche, situé sur le territoire des communes de La Trinité, Villefranche-sur-Mer, Èze et La Turbie, s'étend du Mont Leuze jusqu'au Mont Bataille.

### Hydrographie et eaux souterraines
Cours d'eau sur la commune ou à son aval, :
- Vallon de Laguet[22].

### Climat
Pour des articles plus généraux, voir Climat de Provence-Alpes-Côte d'Azur et Climat des Alpes-Maritimes.
En 2010, le climat de la commune est de type climat méditerranéen altéré, selon une étude du Centre national de la recherche scientifique s'appuyant sur une série de données couvrant la période 1971-2000. En 2020, Météo-France publie une typologie des climats de la France métropolitaine dans laquelle la commune est exposée à un climat méditerranéen et est dans la région climatique Var, Alpes-Maritimes, caractérisée par une pluviométrie abondante en automne et en hiver (250 à 300 mm en automne), un très bon ensoleillement en été (fraction d’insolation > 75 %), un hiver doux (8 °C) et peu de brouillards.
Pour la période 1971-2000, la température annuelle moyenne est de 14,3 °C, avec une amplitude thermique annuelle de 15,2 °C. Le cumul annuel moyen de précipitations est de 874 mm, avec 6 jours de précipitations en janvier et 1,7 jours en juillet. Pour la période 1991-2020, la température moyenne annuelle observée sur la station météorologique de Météo-France la plus proche, « Peille », sur la commune de Peille à 6 km à vol d'oiseau, est de 10,8 °C et le cumul annuel moyen de précipitations est de 935,0 mm. 
La température maximale relevée sur cette station est de 35 °C, atteinte le 28 juin 2019 ; la température minimale est de −10,3 °C, atteinte le 27 février 2018,,.
Les paramètres climatiques de la commune ont été estimés pour le milieu du siècle (2041-2070) selon différents scénarios d'émission de gaz à effet de serre à partir des nouvelles projections climatiques de référence DRIAS-2020. Ils sont consultables sur un site dédié publié par Météo-France en novembre 2022.

## Urbanisme

### Typologie
Au 1er janvier 2024, La Turbie est catégorisée ceinture urbaine, selon la nouvelle grille communale de densité à 7 niveaux définie par l'Insee en 2022.
Elle appartient à l'unité urbaine de Menton-Monaco (partie française), une agglomération internationale dont elle est une commune de la banlieue,. Par ailleurs la commune fait partie de l'aire d'attraction de Monaco - Menton (partie française), dont elle est une commune de la couronne,. Cette aire, qui regroupe 12 communes, est catégorisée dans les aires de 50 000 à moins de 200 000 habitants,.

### Occupation des sols
L'occupation des sols de la commune, telle qu'elle ressort de la base de données européenne d’occupation biophysique des sols Corine Land Cover (CLC), est marquée par l'importance des forêts et milieux semi-naturels (54,5 % en 2018), en diminution par rapport à 1990 (60,7 %). La répartition détaillée en 2018 est la suivante : 
milieux à végétation arbustive et/ou herbacée (41,2 %), zones urbanisées (33,7 %), forêts (13,3 %), mines, décharges et chantiers (6,7 %), zones industrielles ou commerciales et réseaux de communication (5,1 %).
L'évolution de l’occupation des sols de la commune et de ses infrastructures peut être observée sur les différentes représentations cartographiques du territoire : la carte de Cassini (XVIIIe siècle), la carte d'état-major (1820-1866) et les cartes ou photos aériennes de l'IGN pour la période actuelle (1950 à aujourd'hui).

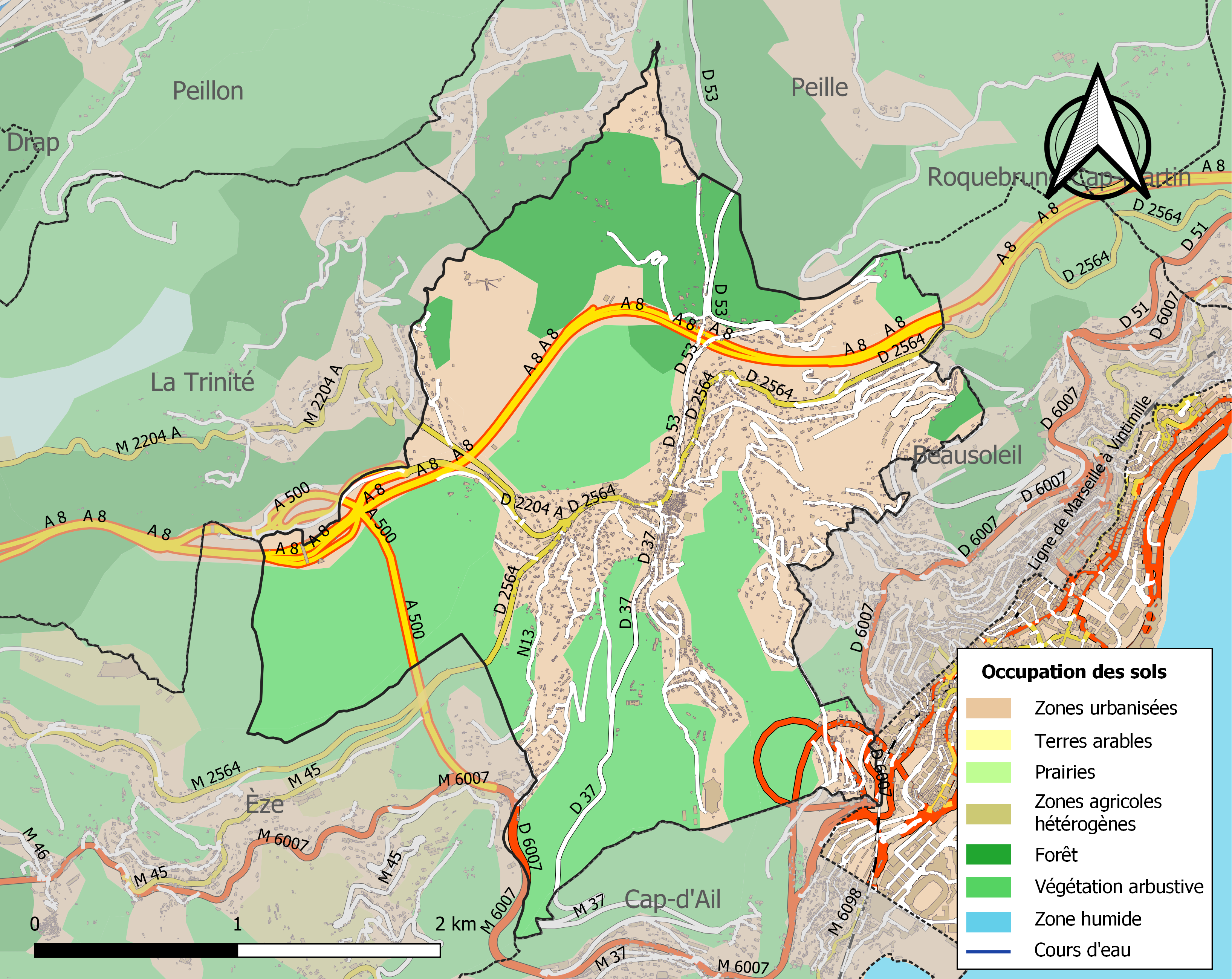
Carte de l'occupation des sols de la commune en 2018 (CLC).

### Voies de communications et transports

#### Voies routières

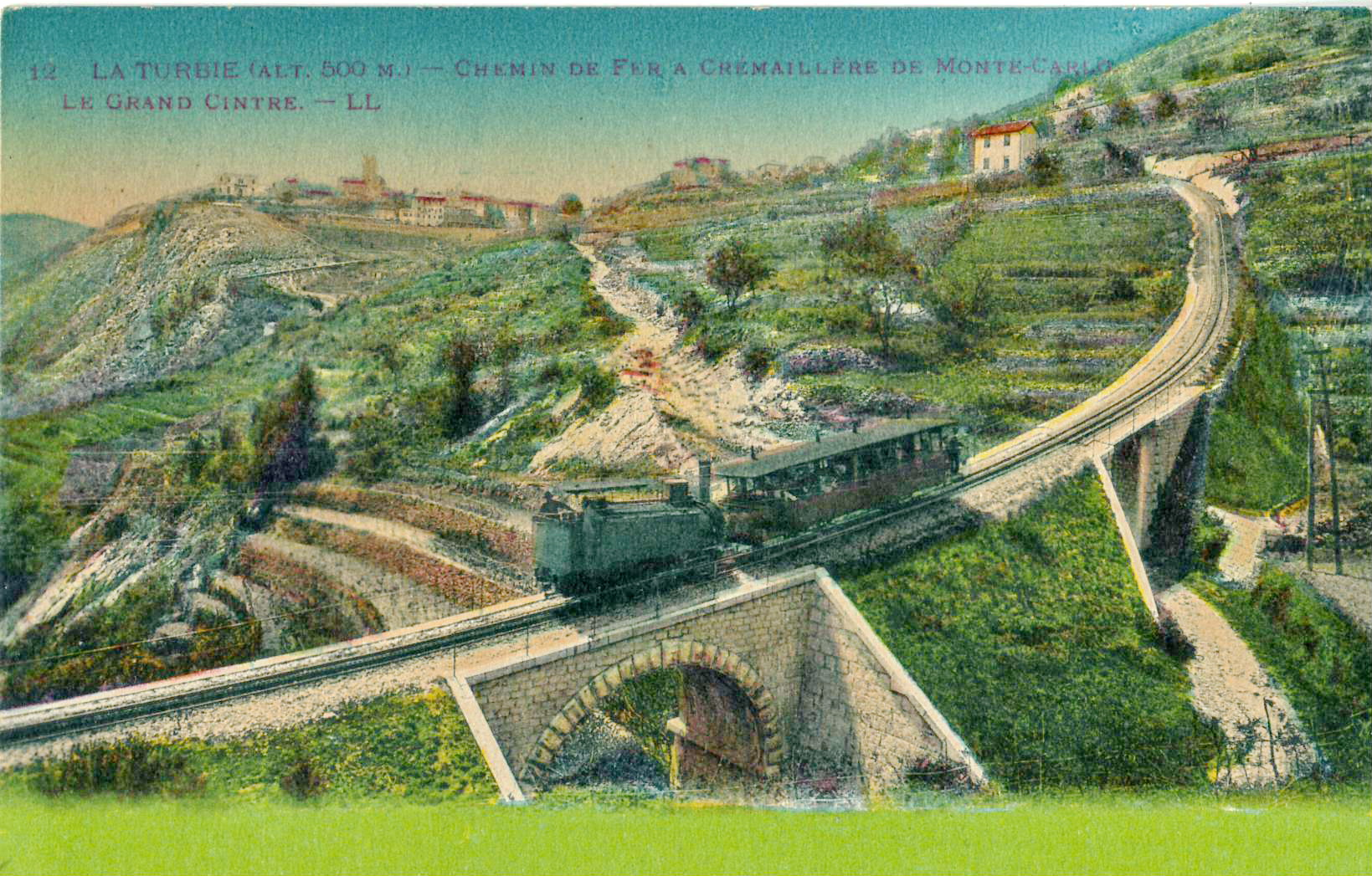
Une ligne de chemin de fer à crémaillère (système Riggenbach) reliait Beausoleil à La Turbie de 1893 à 1932.

Commune desservie par l'Autoroute A8, dite la Provençale.
 Péage de la Turbie (système ouvert) +  57 La Turbie : La Turbie, Roquebrune-Cap-Martin (de et vers Nice)
Accès par Nice et Monaco, par D6007 puis D51.
Tunnel descendant Albert II. Les entrées du tunnel sont sur le territoire monégasque tandis que presque tout le tunnel est sur le territoire des communes de La Turbie et Cap-d'Ail en France.
Les trois Corniches, correspondant aux trois routes liant Nice à Menton. Les communes traversées sont Villefranche-sur-Mer, Èze, Cap-d'Ail, La Turbie, Beausoleil et Roquebrune-Cap-Martin.
La grande corniche correspond à la section de la route nationale 7.

#### Transports en commun
- Transport en Provence-Alpes-Côte d'Azur.
- Ligne 114 La Turbie-Monaco : service 7 jours sur 7 et un horaire adapté aux scolaires[33].
- Lignes d'Azur Nice-la Turbie - Monaco[34].
- Divers moyens de transports desservent La Turbie[35].

### Risques naturels et technologiques

#### Sismicité
Commune située dans une zone de sismicité moyenne,.

## Politique et administration

### Intercommunalité
Commune membre de la communauté d'agglomération de la Riviera Française.

### Jumelages
- Sarre  Italie

## Équipements et services publics

### Eau et déchets
La Turbie dispose de la station d'épuration intercommunale de Nice-Haliotis, d'une capacité de 650 000 Équivalent-habitants,. 
Les ordures ménagères sont traitées et ramassées plusieurs fois par semaine par la société monégasque SMA. 

### Enseignement
Établissements d'enseignements :
- Écoles maternelle et primaire[48],
- Collèges à Beausoleil, Roquebrune-Cap-Martin, La Trinité, Beaulieu sur Mer,
- Lycées à Monaco, Roquebrune-Cap-Martin, Nice.

### Santé
Professionnels, établissements de santé  et paramédical : 
- 03 médecins généralistes,
- 06 kinésithérapeutes répartis en deux cabinets distincts,
- 01 psychologue diplômée,
- 02 ostéopathes répartis en deux cabinets distincts,
- 01 pédicure,
- Hôpitaux Publics à Menton (La Palmosa), Monaco (CHPG), Nice (CHU).

## Population et société

### Démographie

#### Évolution démographique
L'évolution du nombre d'habitants est connue à travers les recensements de la population effectués dans la commune depuis 1793. Pour les communes de moins de 10 000 habitants, une enquête de recensement portant sur toute la population est réalisée tous les cinq ans, les populations de référence des années intermédiaires étant quant à elles estimées par interpolation ou extrapolation. Pour la commune, le premier recensement exhaustif entrant dans le cadre du nouveau dispositif a été réalisé en 2004.

En 2022, la commune comptait 3 012 habitants, en évolution de −3 % par rapport à 2016 (Alpes-Maritimes : +2,85 %, France hors Mayotte : +2,11 %).
| 1793 | 1800 | 1806 | 1822 | 1838 | 1848 | 1858 | 1861 | 1866  |
| ---- | ---- | ---- | ---- | ---- | ---- | ---- | ---- | ----- |
| 576  | 589  | 650  | 777  | 904  | 926  | 965  | 848  | 1 000 |

| 1872  | 1876  | 1881  | 1886  | 1891  | 1896  | 1901  | 1906  | 1911  |
| ----- | ----- | ----- | ----- | ----- | ----- | ----- | ----- | ----- |
| 1 206 | 1 568 | 2 338 | 2 442 | 3 434 | 3 067 | 2 500 | 2 133 | 1 434 |

| 1921  | 1926  | 1931  | 1936  | 1946  | 1954  | 1962  | 1968  | 1975  |
| ----- | ----- | ----- | ----- | ----- | ----- | ----- | ----- | ----- |
| 1 027 | 1 265 | 1 378 | 1 232 | 1 022 | 1 175 | 1 522 | 1 761 | 1 826 |

| 1982  | 1990  | 1999  | 2004  | 2006  | 2009  | 2014  | 2019  | 2022  |
| ----- | ----- | ----- | ----- | ----- | ----- | ----- | ----- | ----- |
| 1 969 | 2 609 | 3 021 | 3 156 | 3 155 | 3 170 | 3 146 | 2 981 | 3 012 |

#### Pyramide des âges
En 2021, le taux de personnes d'un âge inférieur à 30 ans s'élève à 28,2 %, soit en dessous de la moyenne départementale (31,0 %). De même, le taux de personnes d'âge supérieur à 60 ans est de 29,7 % la même année, alors qu'il est de 31,0 % au niveau départemental.
En 2021, la commune comptait 1 468 hommes pour 1 547 femmes, soit un taux de 51,31 % de femmes, légèrement inférieur au taux départemental (52,74 %).
Les pyramides des âges de la commune et du département s'établissent comme suit :
| Hommes | Classe d’âge | Femmes |
| ------ | ------------ | ------ |
| 0,8    | 90 ou +      | 1,1    |
| 8,6    | 75-89 ans    | 8,9    |
| 20,2   | 60-74 ans    | 19,8   |
| 23,8   | 45-59 ans    | 25,5   |
| 18,1   | 30-44 ans    | 16,9   |
| 12,8   | 15-29 ans    | 12,0   |
| 15,7   | 0-14 ans     | 15,8   |

| Hommes | Classe d’âge | Femmes |
| ------ | ------------ | ------ |
| 1,1    | 90 ou +      | 2,6    |
| 9,5    | 75-89 ans    | 12,2   |
| 17,6   | 60-74 ans    | 18,7   |
| 20,3   | 45-59 ans    | 19,9   |
| 18,1   | 30-44 ans    | 17,5   |
| 16,5   | 15-29 ans    | 14,6   |
| 16,8   | 0-14 ans     | 14,4   |

### Budget et fiscalité 2023

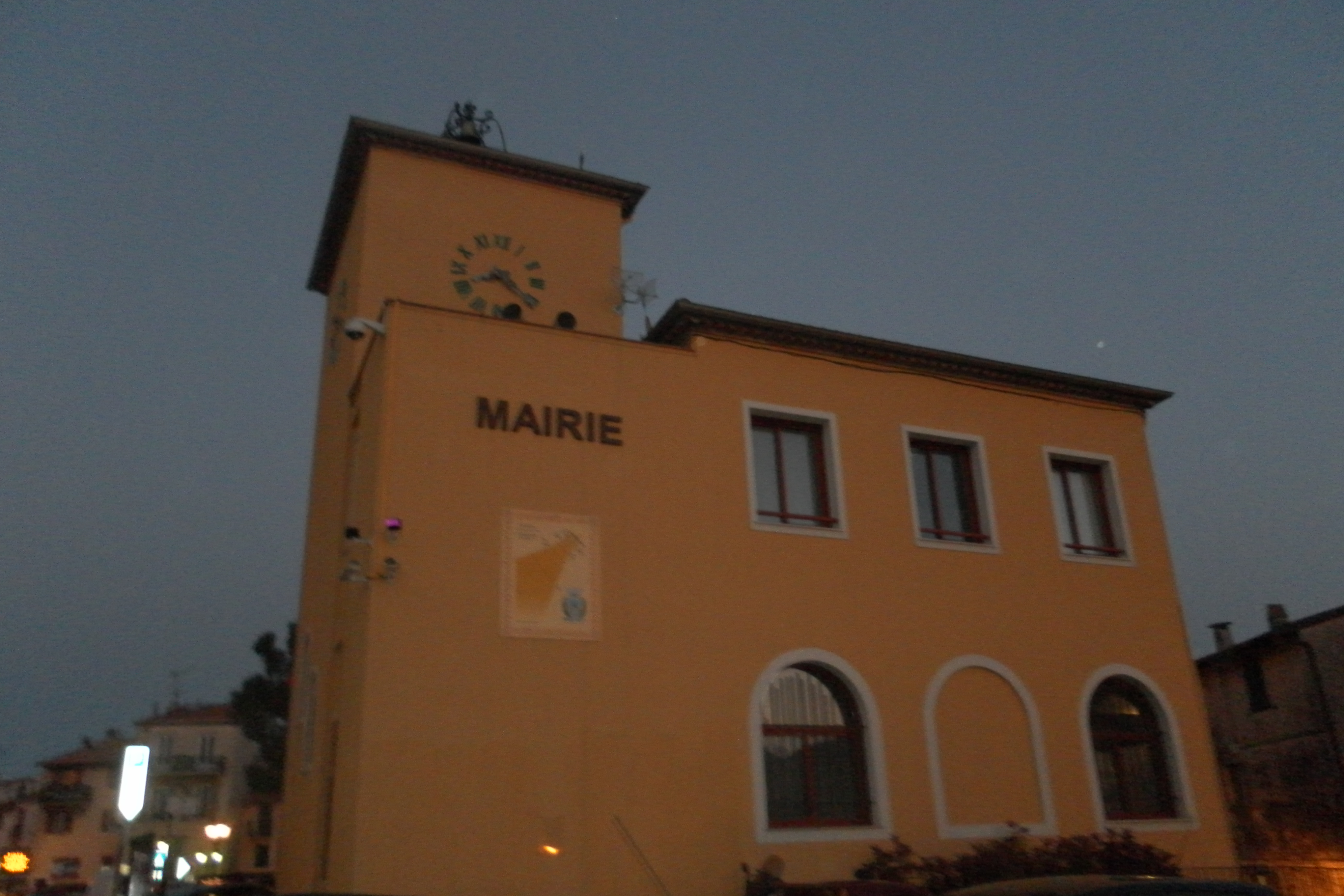
La mairie.

En 2023, le budget de la commune était constitué ainsi :
- total des produits de fonctionnement : 45 490 000 €, soit 1 491 € par habitant ;
- total des charges de fonctionnement : 4 387 000 €, soit 1 437 € par habitant ;
- total des ressources d'investissement : 1 988 000 €, soit 651 € par habitant ;
- total des emplois d'investissement : 2 534 000 €, soit 830 € par habitant ;
- endettement : 976 000 €, soit 320 € par habitant.

Avec les taux de fiscalité suivants :
- taxe d'habitation : 7,75 % ;
- taxe foncière sur les propriétés bâties : 16,70 % ;
- taxe foncière sur les propriétés non bâties : 9,11 % ;
- taxe additionnelle à la taxe foncière sur les propriétés non bâties : 0,00 % ;
- cotisation foncière des entreprises : 0,00 %.

Chiffres clés Revenus et pauvreté des ménages en 2021 : médiane en 2021 du revenu disponible, par unité de consommation : 29 600 €.

### Cultes
- Culte catholique, Paroisse Saint-Esprit, Saint-Michel[57], Diocèse de Nice.

## Économie

### Entreprises et commerces

#### Agriculture
- Les "bandites"[58],[59] de la Turbie[60], aux temps anciens, constituaient non seulement des "droits", mais aussi un code de bon usage et de préservation du patrimoine rural[61].
- Vins d'Appellation label européen IGP (Indication Géographique Protégée)[62], vignoble de montagne[63].

#### Tourisme
- Restaurants[64],
- Hôtels, chambres d'hôtes[65].

#### Commerces
- Commerces de proximité[66].
- Fromagerie[67].

## Culture locale et patrimoine

### Lieux et monuments
Le patrimoine architectural, mobilier et naturel de la commune est particulièrement riche,,.
Patrimoine civil :

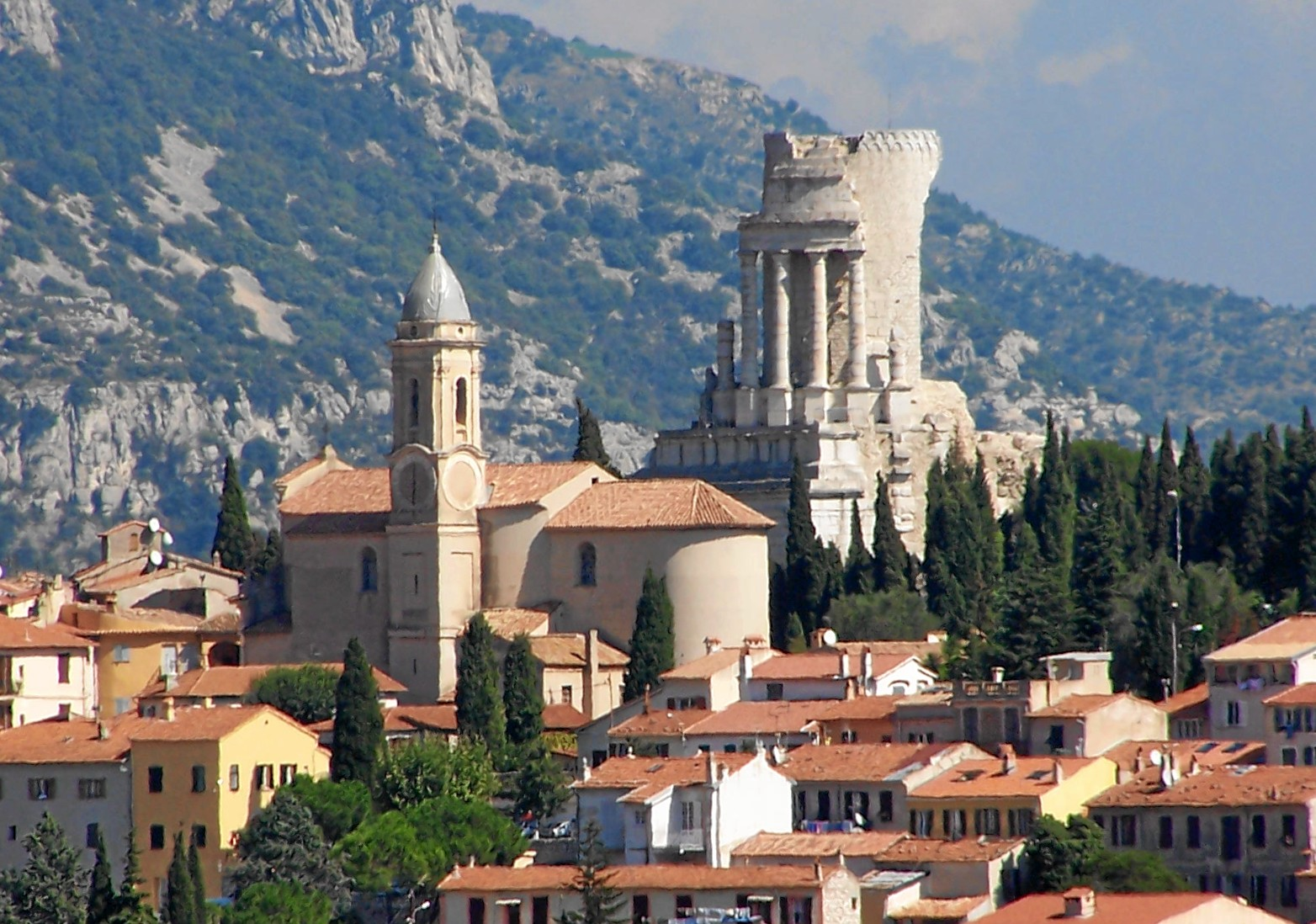
Église Saint-Michel de La Turbie et le Trophée des Alpes.

- Le Trophée des Alpes ou trophée d'Auguste est un monument romain construit au Ier siècle av. J.-C., par l’empereur Auguste, pour célébrer sa victoire sur les tribus ligures qui habitaient les montagnes de la région et attaquaient les marchands empruntant les voies romaines[71],[72],[73].
- Enceinte du Moyen Âge (restes de l')[74], [75].
- Borne milliaire[76] du Premier Empire[77].
- Le fort de la Tête de Chien, ensemble fortifié dit "place de Nice"[78].
- La Carrière romaine du Mont Justicier est la seule carrière romaine demeurée en état de fonctionnement[79].
- L’aqueduc de la Turbie a été restauré sous le règne de Charles Félix  en  1822 et 1823[80],[81].
- La fontaine Carolo Felicerege de 1824 devant la mairie[82].
- Lavoir aux fresques peintes[83].
- Gibet du Mont Justicier.

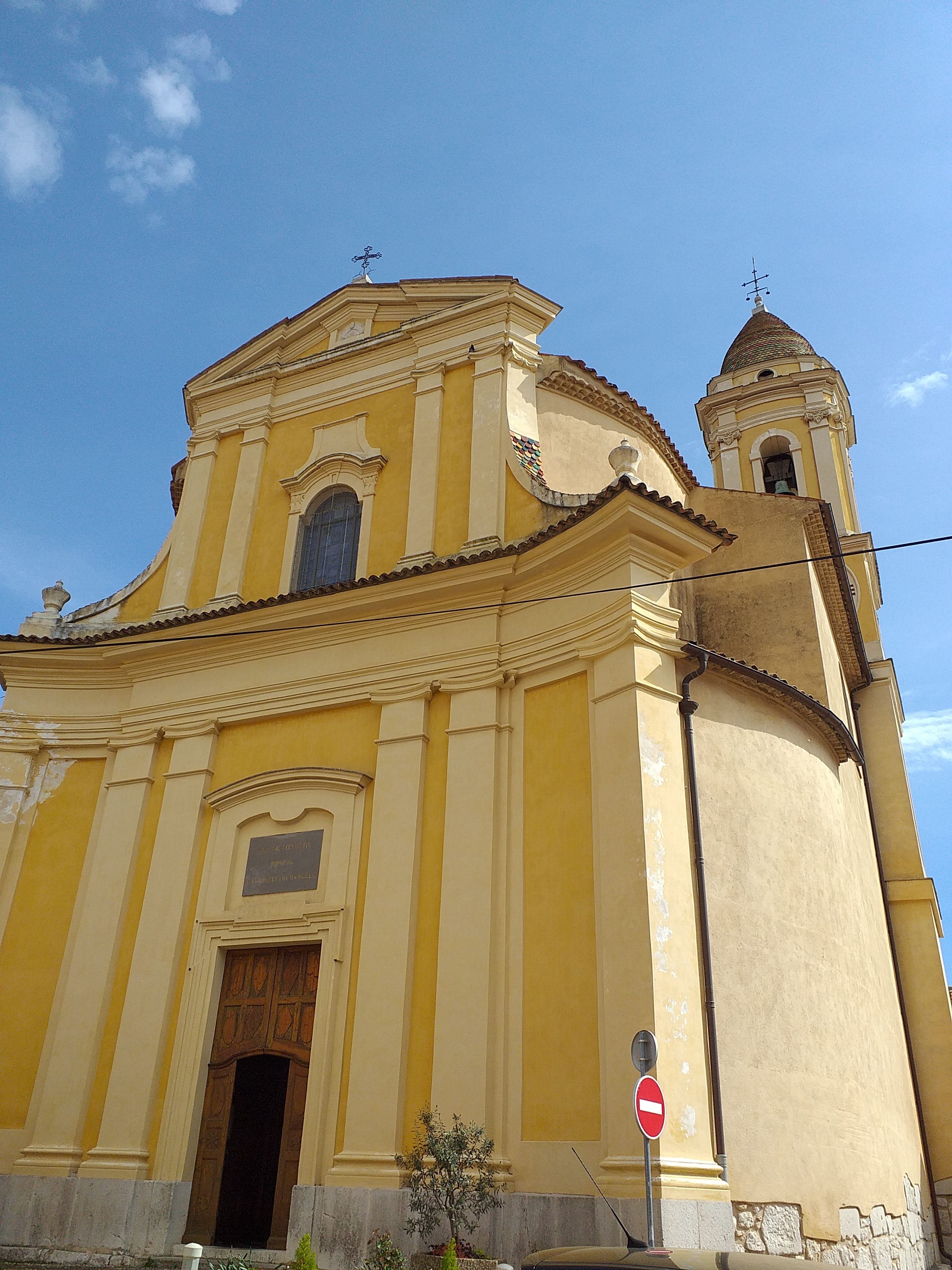
Église Saint-Michel.

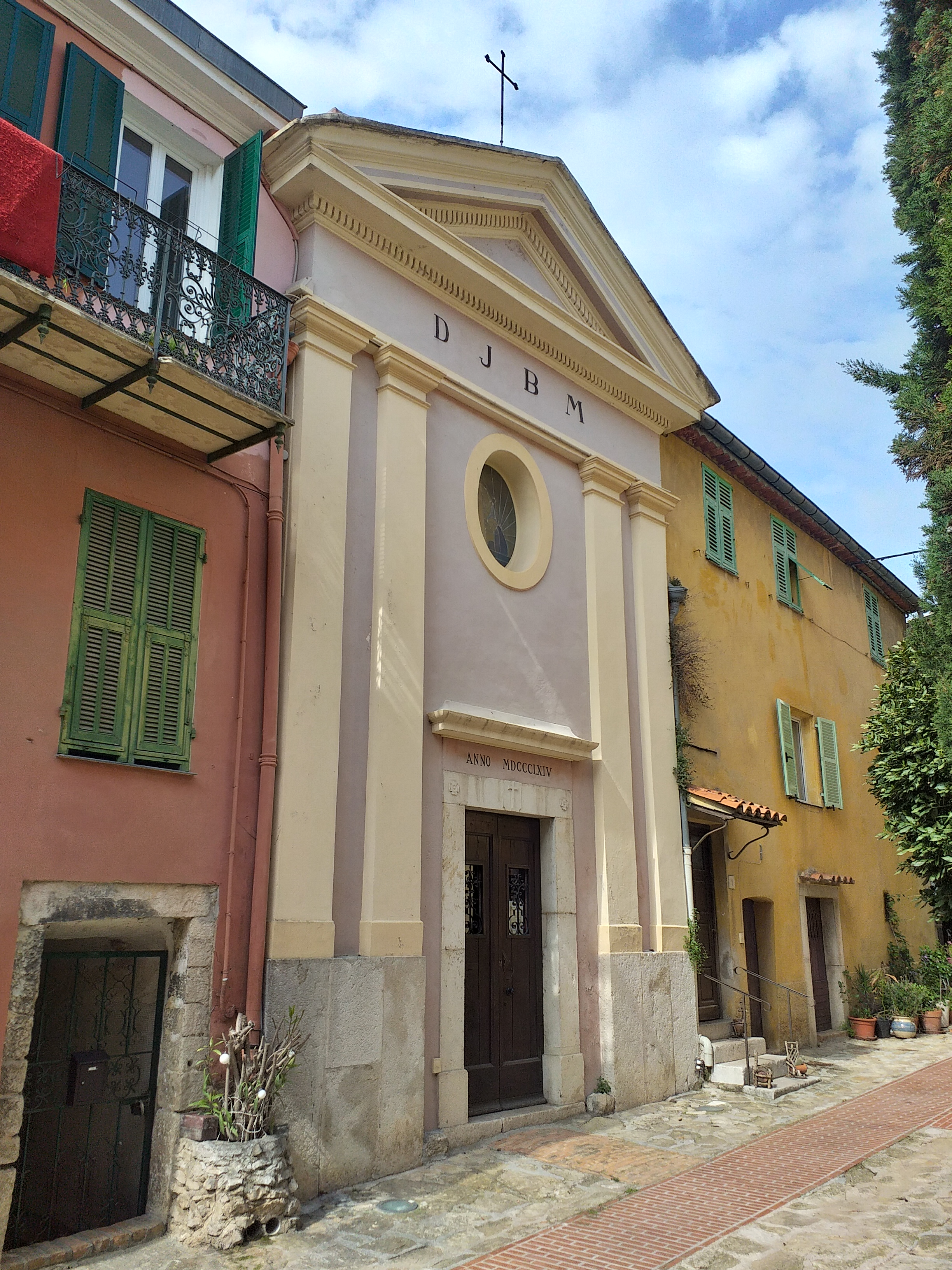
Chapelle Saint Jean Baptiste.

- Centre d'entrainement de l'AS Monaco, 8 fois champion de France.
  - Stade Ortelli.

Patrimoine religieux :
- L’église Saint-Michel est construite dans un style baroque en 1764. À l’intérieur, elle accueille de nombreuses œuvres picturales de qualité comme une Vierge de l'école de Brea du XVe siècle. La nef et les chapelles, voûtées en berceau sur de hauts pilastres, sont couvertes de fresques et de stucs. Table de communion (XVIIe siècle) en onyx et agate, maître-autel en marbre polychrome provenant de l’abbaye de Saint-Pons à Nice, où il servit, sous la Révolution, au culte de la Raison[84].
- La chapelle de pénitents Saint-Jean-Baptiste au vieux village.
- La chapelle Saint-Roch[85].
- Chapelles et oratoires[86], [87],[88].
- Monuments commémoratifs :
  - Monument aux morts, Conflits commémorés 1914-1918 - 1939-1945 - Indochine (1946-1954) - AFN-Algérie (1954-1962)[89],[90].
  - Plaque commémorative église Saint-Michel[91].

Sites naturels :
- Tête de Chien.

### Personnalités liées à la commune
- Albert Lebras, d'une veille famille turbiasque, est breveté pilote militaire en juillet 1937. Après avoir combattu en France, il rejoint l'Afrique du nord en 1942, puis intègre, en janvier 1944, le groupe des volontaires du régiment de chasse 2/30 Normandie-Niémen (URSS). En 1966, il sera directeur adjoint pour les champs de tir du Centre européen de Recherches Spatiales[92].
- S.A.S le Prince Albert II de Monaco possède une propriété et une ferme sur les hauteurs de Roc-Agel[93],[94].
- Rudolf Noureev y posséda une résidence jusqu'en 1993.
- Jean-Pierre Davenet, commandant de bord de la sécurité civile. Il se sacrifiera le 19 juillet 1986, au feu du Perthus, à bord du DC 6 bombardier d’eau « Pélican 64 » du groupement aérien de la sécurité civile[95],[96],[97].
- Alex Dupont (1954-2020), ancien footballeur et entraîneur francais, est décédé et inhumé à la Turbie.

### Héraldique
| Blason de La Turbie | Blason  | D’azur aux ruines du trophée d’Auguste d’argent. |
| Blason de La Turbie | Détails | Le statut officiel du blason reste à déterminer. |